# Pricasso

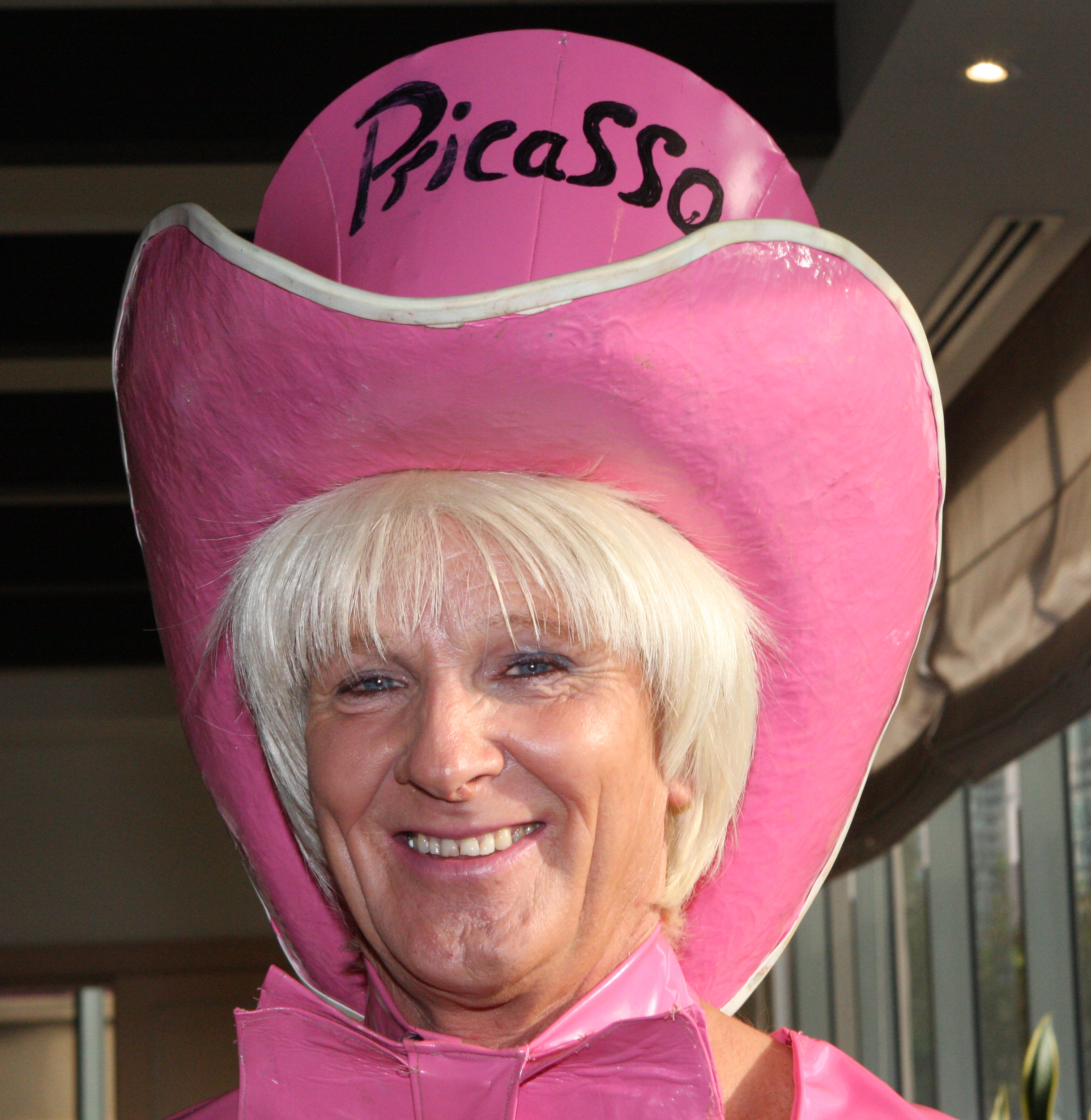
Pricasso (2012)

Pricasso (* 1949 oder 1950), bürgerlich Timothy James Francis Patch, Kurzform Tim Patch, ist ein australischer Performance-Künstler.

## Werdegang
Patch stammt aus Großbritannien. Er ging zunächst auf eine Schule im Bezirk Chichester, wechselte dann aber auf die Bembridge School auf der Isle of Wight.
Anschließend studierte er am Portsmouth College of Art und der Royal West of England Academy Möbeldesign und arbeitete später als Bauarbeiter. Er interessierte sich für Malerei und Grafik, bestand aber keine Aufnahmeprüfung bei einer Kunstakademie.
1977 wanderte Patch nach Australien aus.
Um das Jahr 2005 hatte Patch die Idee zur „Penismalerei“. Per Internetrecherche entdeckte er, dass Menschen zwar mit Händen, Füßen, dem Mund oder – wie beim Action painting – auch mit ihrem ganzen Körper gemalt haben. Er entdeckte dabei auch eine „Marktlücke“ und begann sich auf das Malen von Bildern mit Hilfe seines Sexualorgans zu spezialisieren.
Den Künstlernamen Pricasso, ein Kofferwort aus dem englischen Wort prick (vulgärsprachlich für Penis) und Picasso, gab sich Patch 2006.
Bekanntheit erlangte Pricasso durch die australische Erotik-Messe Sexpo. Die Preise für seine „Porträts“, die er in etwa 15 Minuten malt, liegen im Bereich von 300 und 1000 US-Dollar. In Deutschland wurde er unter anderem durch einen Auftritt als Timothy Patch in der vierten Staffel der Fernsehsendung Das Supertalent bekannt.
Patch lebt in Brisbane und ist Vater von vier Kindern. Er war zweimal verheiratet.

## Werk

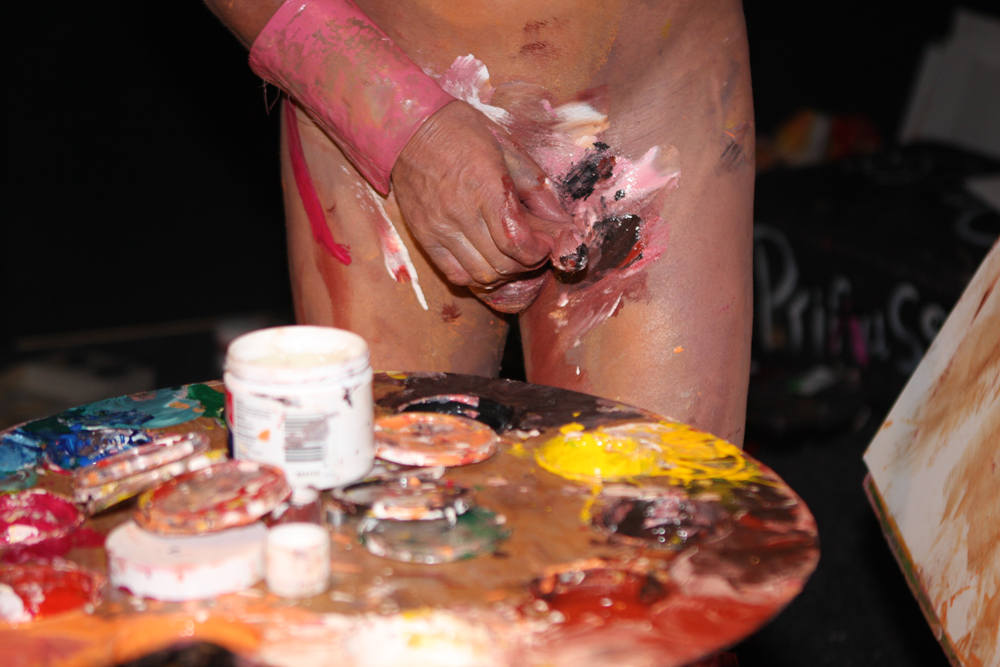
Pricasso mit seinem „Pinsel“

Patch malt mit wasserlöslicher Acrylfarbe auf Leinwand und Papier. Anstelle eines Pinsels benutzt er dabei im Wesentlichen seinen Penis sowie sein Skrotum und Gesäß.
Pricassos Werk umfasst Porträts, Akte und Landschaftsmalerei.

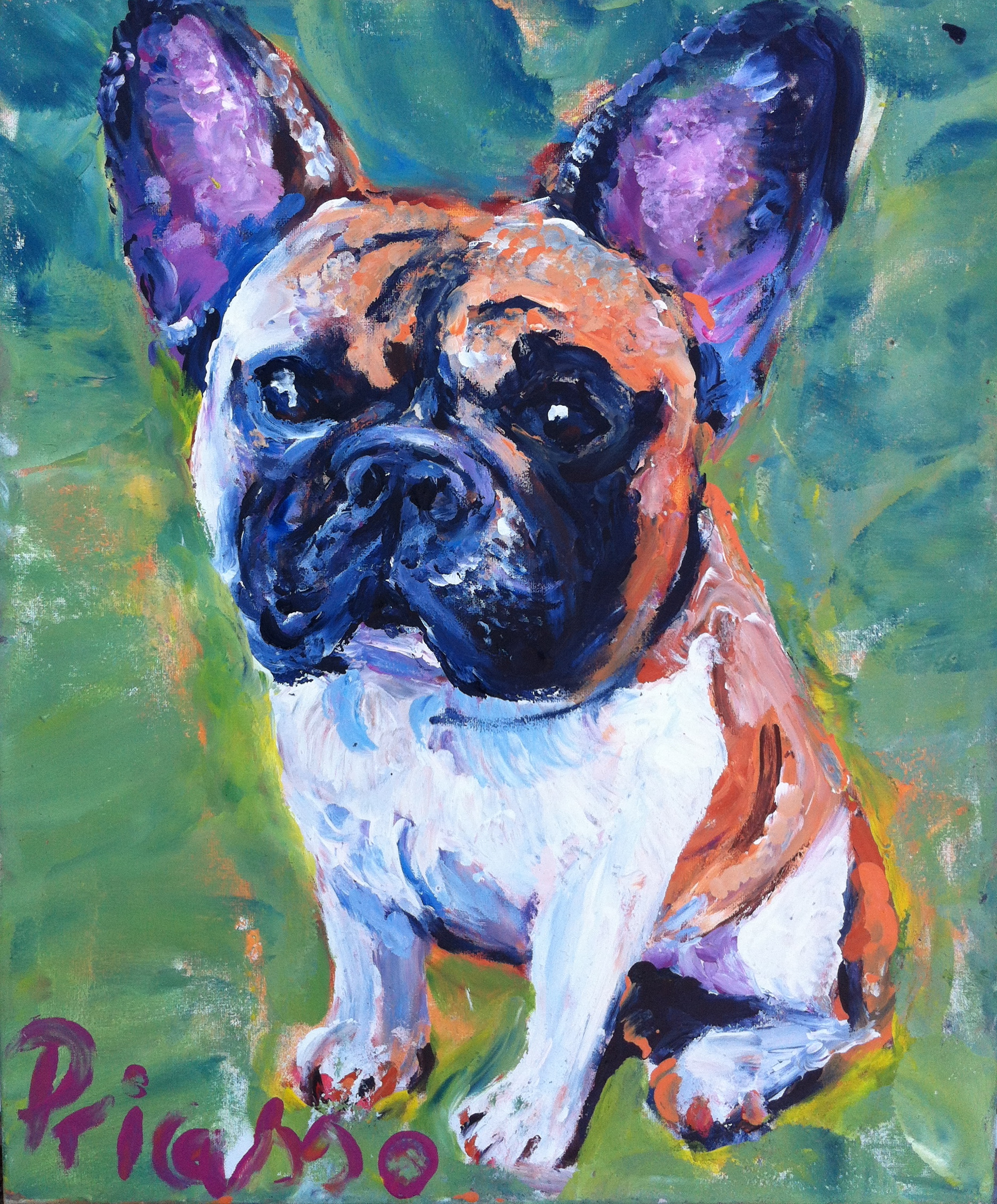
Milton, ein Werk von Pricasso
- Ein Video über die Entstehung des Hundeporträts
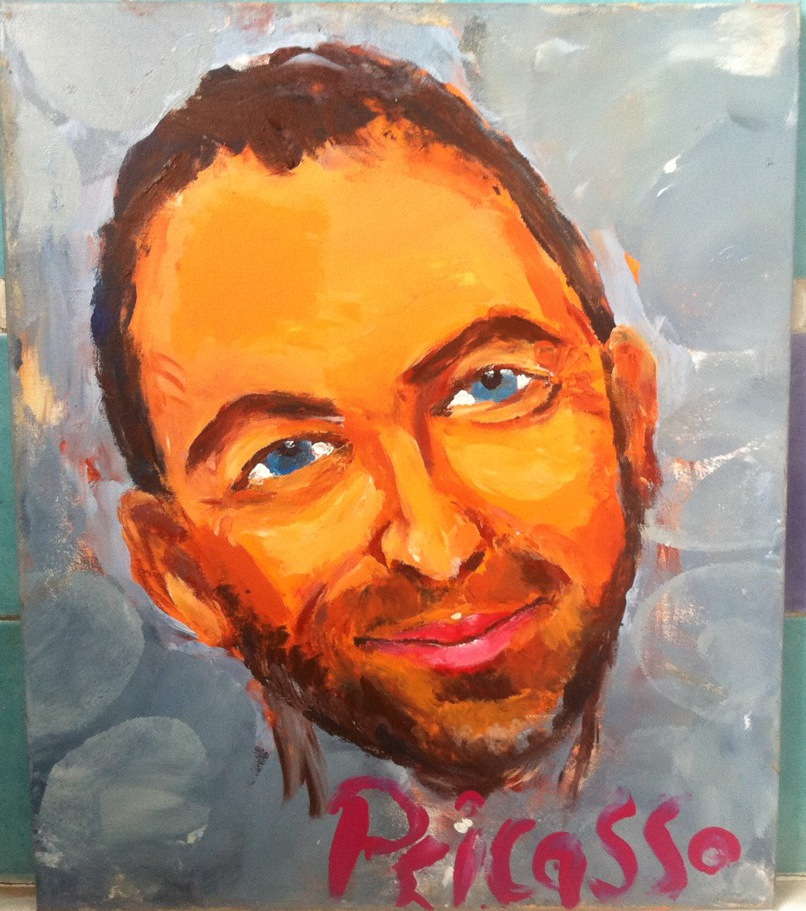
Jimmy Wales